# Albatros D.XII
Albatros D.XII là một loại máy bay tiêm kích hai tầng cánh của Đức, sản xuất năm 1918.

## Tính năng kỹ chiến thuật (D.XII)
Dữ liệu lấy từ German Aircraft of the First World War
Đặc tính tổng quan
- Kíp lái: 1
- Chiều dài: 5.785 m (18.979 ft 8 in)
- Sải cánh: 8,2 m (26 ft 11 in)
- Chiều cao: 2,8 m (9 ft 2 in)
- Diện tích cánh: 19,84 m2 (213,6 foot vuông)
- Trọng lượng rỗng: 580 kg (1.279 lb)
- Trọng lượng có tải: 760 kg (1.676 lb)
- Động cơ: 1 × Mercedes D.III , 120 kW (160 hp)   (mẫu thử đầu)

  - mẫu thử thứ 2 - 1x BMW IIIa, 138 kW (185hp)

Hiệu suất bay
- Vận tốc cực đại: 180 km/h (112 mph; 97 kn)
- Vận tốc lên cao: 2,47 m/s (486 ft/min)
- Thời gian lên độ cao: 8,000 m (26 ft) trong 54 phút

Vũ khí trang bị

- Súng: 2x súng máy LMG 08/15 7,92 mm (0,312 in)